# Nils-Magnus von Arbin
Nils-Magnus von Arbin, född 17 augusti 1910 i Skärkinds församling, Östergötlands län, död 4 mars 1985 i Kimstads församling, Östergötlands län, var en svensk officer i Flygvapnet.

## Biografi
Nils-Magnus von Arbin blev officer och fänrik i Flygvapnet 1933. År 1935 befordrades han till underlöjtnant, 1936 till löjtnant, 1941 till kapten, 1947 till major, 1949 till överstelöjtnant och 1953 till överste. Efter kriget var han flygattaché i London åren 1946–1950. Åren 1952–1959 var han flottiljchef för Östgöta flygflottilj (F 3), och under åren 1959–1964 flottiljchef för Bråvalla flygflottilj (F 13). Efter sin avgång från Flygvapnet 1964 inledde han en civilkarriär, då han tillträdde som informations- och PR-chef för Saab-Scaniakoncernen. Han var styrelseledamot i Östergötlands Enskilda Bank 1965–1983.
År 1936 gifte sig von Arbin med grevinnan Dagmar Bernadotte af Wisborg (1916–2019), som var dotter till greve Carl Bernadotte af Wisborg. Tillsammans fick de fem döttrar, Marianne Flach, Louise, Cathrine, Jeanette och Madeleine.

## Utmärkelser
- Kommendör av första klass av Svärdsorden, 6 juni 1961.[3]